# 山田惠庸
山田惠庸（日语：／），日本漫畫家，福岡縣北九州市出身。

## 生平
小學時期，從朋友那邊接觸到車田正美的漫畫《熱拳本色》，之後開始對漫畫進行臨摹，並以此為契機立志成為漫畫家。高中時代受到高橋留美子漫畫影響，正式開始創作自己的漫畫。進入漫畫界之後，曾擔任過土山滋、いましろたかし（今城隆浩）等漫畫家的助手。出道作品為《二人ぼっち》單篇，1999年開始第一部正式連載作品《EX 少年漂流》。

## 人物
- 喜歡在工作場所飼養動物，曾養過各式各樣的寵物，諸如多鰭魚、東非肺魚、阿氏霓虹脂鯉、日本米蝦、鬃獅蜥、白氏樹蛙、倉鼠等。[1][3][4]
- 以前曾經是吸菸者，[3]從2018年開始戒菸。[5]
- 在2018年時曾透露已全面使用數位作畫，因此沒有實體原稿。[6]

## 作品
- 二人ぼっち
- EX 少年漂流（日语：EX 少年漂流）（1999年－2001年，全5冊）
- 以劍會友 ～一擊小僧隼十～（日语：チャンバラ 一撃小僧隼十）（2002年－2003年，全2冊）
- 逃離伊甸園（2008年－2013年，全21冊）
- CHARON~御神遺產~（日语：CHARON）（2013年－2014年，全2冊）
- DEATHTOPIA（2014年－2017年，全8冊）
- 被惡魔附身的少女（2017年－連載中）

## 外部連結
- 山田恵庸的X（前Twitter）（日語）